# Giovanni Luigi Guarini
Giovanni Luigi Guarini (falecido em novembro de 1579) foi um prelado católico romano que serviu como bispo de Aquino (1579).
No dia 30 de março de 1579, Giovanni Luigi Guarini foi nomeado Bispo de Aquino durante o papado de Gregório XIII, onde serviu como bispo até à sua morte em novembro de 1579.